# Hans Pavia Egede
 Ikke at forveksle med Hans Egede.
Hans Pavia Egede (født 3. december 1954 i Nuuk, død 15. januar 2018 i Ebeltoft) var en grønlandsk politiker og forretningsmand.
Han stiftede i 1984 fiskerivirksomheden Polar Seafood sammen med Anders Brøns, men solgte siden sin andel til Brøns og Jens Salling.
Egede sad i flere perioder i kommunalbestyrelsen i Nuuk, hvor han repræsenterede partiet Atassut. Han meldte sig i 2008 ud af partiet og gik over til Inuit Ataqatigiit. Baggrunden for partiskiftet var, at Siumut havde afbrudt dets koalition med Atassut og indledt et samarbejde med Demokraterne. Udmeldelsen betød, at Atassut ikke længere var repræsenteret i Nuuk Kommune.
I 2008 blev Egede ansat i Inuit Ataqatigiits partisekretariat, hvor han 2011-13 var partisekretær.

## Hæder
Hans Pavia Egede var svensk generalkonsul i Nuuk i 32 år og Ridder af Nordstjerneordenen af 1. klasse.